# Оранджвілл (Огайо)
Оранджвілл (англ. Orangeville) — селище (англ. village) в США, в окрузі Трамбалл штату Огайо. Населення — 174 особи (2020).

## Географія
Оранджвілл розташований за координатами 41°20′57″ пн. ш. 80°31′57″ зх. д. / 41.34917° пн. ш. 80.53250° зх. д. (41.349132, -80.532628).  За даними Бюро перепису населення США в 2010 році селище мало площу 3,00 км², з яких 2,17 км² — суходіл та 0,83 км² — водойми.

## Демографія
Згідно з переписом 2010 року, у селищі мешкало 197 осіб у 75 домогосподарствах у складі 57 родин. Густота населення становила 66 осіб/км².  Було 85 помешкань (28/км²).
Расовий склад населення:
| - 95,4 % — білих - 1,0 % — чорних або афроамериканців - 0,5 % — азіатів - 2,0 % — осіб інших рас |

До двох чи більше рас належало 1,0 %. Частка іспаномовних становила 1,0 % від усіх жителів.
За віковим діапазоном населення розподілялося таким чином: 26,9 % — особи молодші 18 років, 57,9 % — особи у віці 18—64 років, 15,2 % — особи у віці 65 років та старші. Медіана віку мешканця становила 38,4 року. На 100 осіб жіночої статі у селищі припадало 111,8 чоловіків;  на 100 жінок у віці від 18 років та старших — 105,7 чоловіків також старших 18 років.
Середній дохід на одне домашнє господарство  становив 49 514 долари США (медіана — 44 063), а середній дохід на одну сім'ю — 59 745 доларів (медіана — 57 188). За межею бідності перебувало 24,5 % осіб, у тому числі 41,4 % дітей у віці до 18 років та 0,0 % осіб у віці 65 років та старших.
Цивільне працевлаштоване населення становило 81 осіб. Основні галузі зайнятості: освіта, охорона здоров'я та соціальна допомога — 30,9 %, виробництво — 23,5 %, науковці, спеціалісти, менеджери — 11,1 %, фінанси, страхування та нерухомість — 11,1 %.